# 허이두나나시

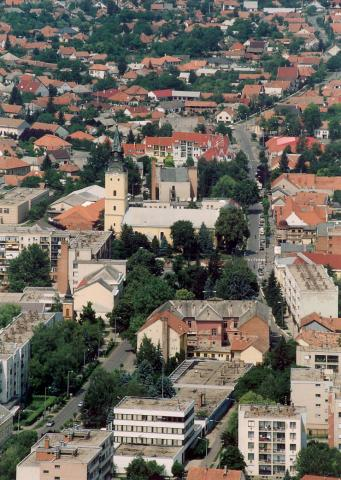
허이두나나시

허이두나나시(헝가리어: Hajdúnánás)는 헝가리 허이두비허르 주에 위치한 도시로 면적은 259.62km2, 인구는 17,172명(2015년 기준), 인구 밀도는 66.1명/km2이다.

시 문장

## 자매 도시
- 슬로바키아 피에슈탸니
- 폴란드 우스트론